# チャンギ博物館

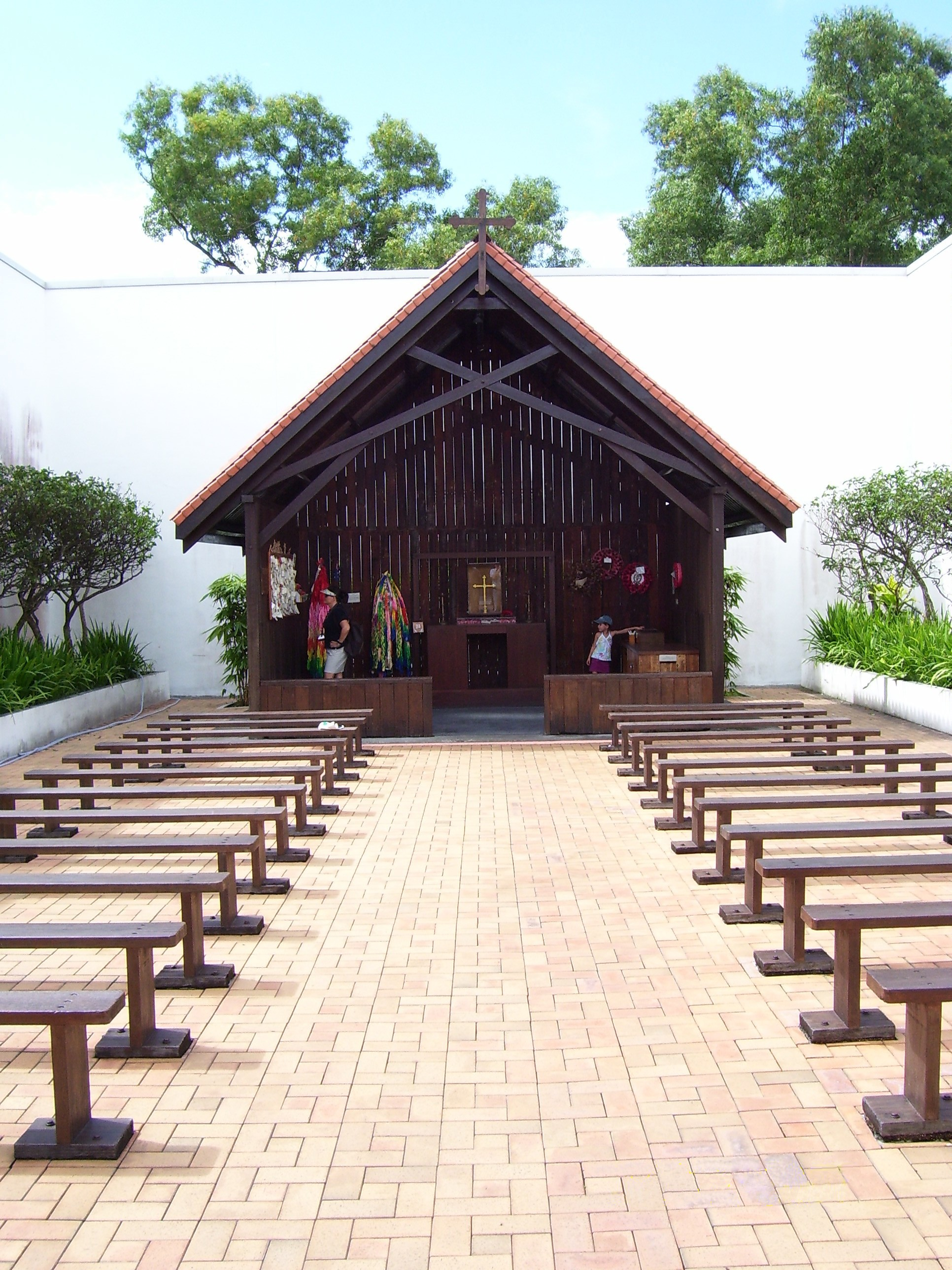
1988年にシンガポールに建設されたレプリカ（複製）のチャペル。2001年に現在地である博物館の中庭へ移築された。

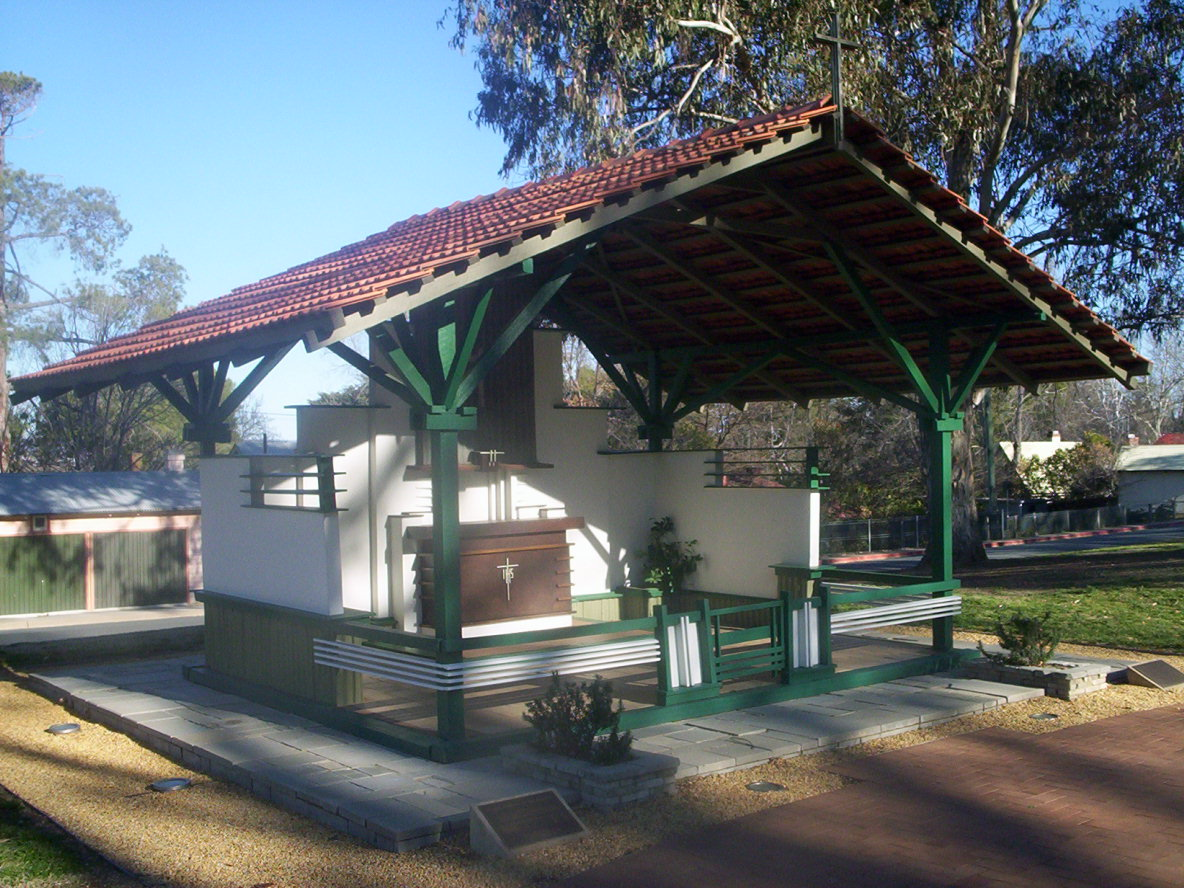
1944年にオーストラリア人捕虜たちが建設したチャンギ・チャペル。後に、オーストラリア、キャンベラのダントゥルーン (Duntroon) に移設されている。

チャンギ博物館 (The Changi Museum) は、第二次世界大戦中のシンガポールの歴史についての展示を行なっている博物館。日本軍占領期に捕虜としてチャンギ刑務所に収容された英連邦軍関係者の遺品などが収蔵・展示されている。

## チャペル
1988年、シンガポール当局はチャンギ刑務所の隣接地に、レプリカのチャペル（礼拝堂）と博物館 (a replica Chapel and Museum) を建設した。2001年にチャンギ刑務所が拡張された際に、このチャペルと博物館は1kmほど離れた新たな場所に移転となり、新施設は2001年2月15日に公式開館となった。ハリー・ストッグデン軍曹 (Sgt. Harry Stogden) の息子であるバーナード・ストッグデン (Bernard Stogden) が当地に招かれ、かつて父が花輪で飾られた祭壇のために製作した十字架を、新たなチャペルに設置した。父ハリー・ストッグデンは戦時中に死去しており、息子にとっては、自分の成す事が父と交わるほとんど唯一の機会であったということもあり、バーナード・ストッグデンは泣きながら十字架を設置したという。
博物館の中庭に移設された現在のチャペルは、当時の英連邦軍関係の退役軍人や遺族の巡礼地のひとつとなっている。

## 収蔵品
チャンギ博物館には、元捕虜たちから寄贈された絵画、写真、私物類などをコレクションとしている。その中には、ウィリアム・ハクスワース (William Haxworth) という元捕虜による絵画やスケッチ類のまとまったコレクションもあり、日本軍占領期の収容者たちの日常生活について、貴重な示唆を与えるものとなっている。1986年、ハクスワースの妻は、400点以上の絵画とスケッチをシンガポール国立文書館 (National Archives of Singapore) に寄贈していた。
チャンギ博物館の収蔵品には、戦時に3年間以上もチャンギ刑務所に収容された数千人の女性や子どもたちのひとりであったメアリ・アンジェラ・ベイトマン (Mary Angela Bateman) による水彩画もある。